# República de Connacht
La República de Connacht (oficialment en anglès: Provisional Government of the Province of Connacht, en gaèlic irlandès: Rialtas Sealadach Chúige Connachta) i moltes vegades denominada simplement com a República Irlandesa, va ser una república irlandesa independent del Govern britànic creada gràcies a l'ajuda militar francesa als Irlandesos Units durant la rebel·lió irlandesa de 1798.
El seu govern va tenir una existència molt breu (12 dies, del 27 d'agost al 8 de setembre) donada l'escassa vida del nou estat i la situació de guerra. Per això, es desconeix si va arribar a ser reconeguda per la República Francesa. Les seves fronteres van canviar ràpidament abans de la derrota final, corresponent aproximadament amb el territori de l'actual província irlandesa de Connacht.

## Proclamació
A continuació es mostra un extracte de la proclamació de General Jean Humbert, el general francès que va liderar les forces armades franceses i irlandeses a la República de curta durada. L'anunci va ser fet el 22 d'agost 1798, el dia que el general desembarcà al comtat de Mayo, Irlanda:
| « | LLIBERTAT, IGUALTAT, FRATERNITAT, UNIÓ - Després de diversos intents fallits, per fi, els francesos es troben entre vosaltres ... Valents irlandesos, la nostra causa és comú. Igual que vosaltres tenim com a imprescriptible el dret de totes les nacions a la llibertat. Igual que vosaltres estem convençuts que la pau del món sempre serà pertorbada mentre el ministeri britànic pugui fer amb impunitat tràfic d'indústria i sang del poble ... Unió, Llibertat, la República d'Irlanda! Tal és el nostre crit. Marxem. Els nostres cors us són devots, la nostra glòria està en la vostra felicitat. | » |

El decret de dalt es refereix a una República Irlandesa, no a la República de Connacht. Per tant, estrictament parlant, no és vàlida per a referir-se a qualsevol establiment formal d'una República de Connacht. En canvi, s'havia proclamat la República d'Irlanda. El 31 d'agost de 1798, general Humbert proclamà l'establiment d'un govern per a una de les províncies de la República d'Irlanda: Connacht. Humbert també va escollir John Moore com a President del Govern de la Província de Connacht. No obstant això, com els nomenaments civils o polítics no es van fer en qualsevol altra província, excepte Connacht, República de Connacht és el nom que s'ha utilitzat comunament durant molt de temps.

## Història
La república va ser proclamada després de la victòria de francoirlandesa en la batalla de Castlebar (27 d'agost de 1798) sota la direcció de general francès Jean Joseph Amable Humbert, que va nomenar president a l'irlandès John Moore. Les seves fronteres van canviar ràpidament abans de la derrota final, corresponent aproximadament amb el territori de l'actual província irlandesa de Connacht. Per la seva banda, la capital es va situar a Castlebar, al comtat de Mayo.
Encara que la victòria sobre els anglesos va ser espectacular, l'exèrcit francoirlandés va perdre prop de 150 homes, la gran majoria durant els bombardejos inicials. Els Britànics van sofrir sobre 350 baixes, de les quals 80 corresponen a morts i la resta a ferits o capturats, incloent potser 150 desertors que es van passar al bàndol rebel. Després de la victòria, milers de voluntaris es van unir a l'exèrcit francès, que va demanar reforços a França.
No obstant això, després de la derrota final en la batalla de Ballinamuck enfront de les tropes britàniques del Marquès de Cornwallis la República va deixar d'existir i el territori va ser reintegrat en el Regne d'Irlanda. Els rebels foren derrotats definitivament a la batalla de Killala el 23 de setembre de 1798 quan els rebels foren derrotats pel general Trench. Irlanda acabaria incorporant-se al Regne Unit de Gran Bretanya i Irlanda a través de l'Acta d'Unió de 1801.